# Língua lubara
A língua lubara[a] ou lugbara é a língua dos lubaras. Falada no noroeste de Uganda na província Nilo Ocidental, e também na República Democrática do Congo, na Província Oriental. A primeira escrita do lubara foi desenvolvida por missionários em 1918, baseada no dialeto ayivu. No ano 2000, uma conferência realizada na cidade de Arua, noroeste de Uganda estabeleceu a criação de uma ortografia padronizada para o lubara. Em 1992, o governo de Uganda a designou como uma das cinco "línguas da comunicação em larga escala" para ser usada como meio de instrução na educação primária; no entanto, diferente das demais línguas, o lubara nunca foi de fato usado nas escolas.
A língua aringa, também conhecida como baixo lubara, é intimamente relacionada, sendo às vezes considerada um dialeto do lubara. Alguns estudiosos classificam o lubara como um dialeto da língua ma'di, apesar desse argumento não ser aceito por todos.

## Escrita
O alfabeto latino para lubara tem 28 letras menos 'q' e 'x' (alamakanda em língua aringa), o que significa as 24 português e quatro únicas, a saber: 'b como em'  'bua' , gostaria em   dia  ',' gostaria em   wara  'e' y como em  'yetaa' . As letras são pronunciadas da seguinte forma: Ah, Ba, Cha, Da, Eh, Fa, Ga, Ha, Ie, Ja, Ka, La, Ma, Na, Oh, Pa, Ra, Sa, Ta, Uuw, Va, Wa, Ya e Za.
Algumas palavras são emprestadas de outros idiomas, por exemplo  'Safari'  (viagem) do suaíli,  'Buku'  (livro) do inglês,  'Kandi'  (bola) do Lingala, etc.
. Também no vocabulário, existem várias palavras que têm significados variados quando pronunciadas de maneira diferente; por exemplo, Oli pode significar ar, vento (também Oliriko), assobiar, cortar ou rolar.

## Classificação e dialetos
A língua aringa, também conhecida como lubara baixa, está intimamente relacionada e às vezes é considerada um dialeto de lubara. Alguns estudiosos classificam a própria língua lubara como um dialeto da língua  do Sudão e Uganda) (língua madi), embora isso geralmente não seja aceito. Ogoko e Rigbo, chamados "Southern Ma'di", deveriam ser classificados como dialetos de lubara.

## Ortografia
O lubara foi escrito pela primeira vez por missionários cristãos em 1918, com base no dialeto Ayivu. Em 2000, foi realizada uma conferência na cidade de Arua, no noroeste de Uganda, sobre a criação de uma ortografia internacional padronizada para lubara.

## Na educação
Em 1992, o Governo do Uganda o designou como uma das cinco "línguas de comunicação mais ampla" a ser usada como o[meio da instrução no ensino primário; no entanto, ao contrário dos outros quatro idiomas, nunca foi realmente usado nas escolas. Mais recentemente, o lubara foi incluído no currículo de algumas escolas secundárias na região do Nilo Ocidental, incluindo o Colégio Joseph Joseph Ombaci e a Escola Secundária Muni Girls, ambas no Distrito de Arua.

## Pronúncia
As frases lubaras são faladas em vários dialetos (clãs), mas a versão Muni (Ayivu), da qual muitas dos exemplos abaixo se baseiam, é a aprovada para o ensino nas escolas. O idioma possui aglomerados de ditongos e outros aspectos fonéticos notáveis, incluindo os seguintes:
aa como em morcego, por exemplo embataa
c como em igreja, por exemplo Candiru (também Chandiru)
dj como em dar o “fora” em, por exemplo odji, the ‘d’ is silent
ee como em emblema, por exemplo Andree
gb como em dobrar, por exemplo gbe, o ‘g’ é surdo. Gb em lubara não tem equivalente em Português. O que se destaca nessas línguas do Sudão é a maneira especial como 'kp, gb, 'd, 'b, 'y, 'w são pronunciadas.
i como em pousada, por exemplo di-i
oa como em oar, por exemplo Adroa
oo como em antigo, por exemplo ocoo, menos frequentemente oo como em comida, por exemplo ‘doo
uu como em mastigar, por exemplo cuu
z como em brim depois de n, por exemplo onzi. Caso contrário, a maioria das vezes permanece z como em zebra, por exemplo Ozu e quando a primeira letra de uma palavra.

### Numeração
| Número | Nome               |
| ------ | ------------------ |
| 1.     | Alu                |
| 2.     | Iri                |
| 3.     | Na                 |
| 4.     | Su                 |
| 5.     | Towi               |
| 6.     | Azia               |
| 7.     | Aziri              |
| 8.     | Aro                |
| 9.     | Oromi              |
| 10.    | Mudri              |
| 11.    | Mudri drini alu    |
| 12.    | Mudri drini iri    |
| 13.    | Mudri drini na     |
| 20.    | Kali iri           |
| 21.    | Kali iri drini alu |
| 22.    | Kali iri drini iri |
| 23.    | Kali iri drini na  |
| 30.    | Kali na            |
| 40.    | Kali su            |
| 100.   | Turu alu           |
| 200.   | Turu iri           |
| 300.   | Turu na            |
| 1,000. | Alifu alu          |
| 1M.    | Milioni alu        |

### Frases
| Lubara                       | Português |
| ---------------------------- | --- |
| Mi ifu ngoni?                | Como você acordou? / Bom dia! |
| Ngoni?                       | Como vai você? |
| [Ma] Muke!                   | [Eu estou] Bem! |
| Ma azoru!                    | Estou doente! |
| Mi aa ngoni?                 | Boa tarde! |
| Ayiko ni ma fu!              | A felicidade está me matando! / Estou feliz!                                                                                              |
| Abiri ni ma fu(fu)!          | A fome está me matando! / Estou com fome!                                                                                                 |
| Sawa si?                     | Que horas são? |
| Sawa alu o’bitisi.           | 7:00 da manhã [Para marcar a hora, se menciona o número no diametralmente oposto do relógio. Sawa iri é 8 horas, Sawa na é 9 horas, etc.] |
| Sawa modri drini alu ondresi | 17:00 da noite |
| Mi efi!                      | Entre! |
| Ife mani ‘yi!                | Me dê agua! |
| Kirikiri!                    | Por favor! |
| Ada!                         | Verdade! |
| Inzo!                        | Mentira! |
| Iko ma aza!                  | Salva-me! |
| Ine!                         | Veja-me! |
| Mi a'bua ozi si?             | Quantas bananas você vende? |
| Ajeni si?                    | Qual é o preço? |
| Ale Obangulu!                | Eu quero purê de formigas brancas! |
| Ma mu Gili Gili-a ngoni?     | Como vou para Gili Gili? |
| Arojo ngoa?                  | Onde está a farmácia? |
| Mi ru adi-i?                 | Qual é teu nome? |
| Ma ru Joel-i!                | Eu me chamo Joel! |
| Awa’di fo!                   | Obrigado! |
| Ale mi ra!                   | Eu te amo! |
| Ma enga Ombaci-a.            | Eu sou de Ombaci. |
| Ma mu kanisa-a.              | Eu estou indo à igreja. |
| Mi ma agi!                   | Você é meu amigo! |
| Ma mu Ariwara-a ngoni?       | Como chego a Ariwara? |
| Mosikiti ngwa?               | Onde fica a mesquita? |
| Mi ma ji Ragem-a ra?         | C você pode me levar para a Ragem? |
| Iji ma Ediofe-a!             | Leve-me para Ediofe! |
| Ba mucele ozi ngwa?          | Onde o arroz é vendido? |
| Aje/ andru/ drusi/ drozi     | Ontem, hoje, amanhã, depois de amanhã |
| Ila muke!                    | Durma bemll! |
| Ale ra!                      | I Quero! [A palavra 'ra' depois de um verbo indica positividade.]                                                                         |
| Ale ku!                      | [A palavra 'ku' depois de um verbo denota negatividade.]                                                                                  |

### Parentesco
Avô (a'bi)
Avó (dede, e'di)
Neto (mvia)
Neta (zia)
Pai (ati, ata)
Mãe (andri, andre, aia)
Marido (agupi)
Esposa (oku)
Filho (agupiamva, mvi)
Filha (zamva, zi)
Irmão (adrii)
Irmã (amvii)
Tios (atapuruka, [materno - adroyi, paterno - adropi])
Tias (andrapuruka)
Primo (atapurumva)
Irmão primo (atapuruka anzi)
Irmã prima (atapuruka ezopi)
Sobrinhos (adro anzi)
Sobrinhas (adro ezoanzi, ezaapi)
Sogro (anya)
Sogra (edra)
Cunhado (otuo)
Cunhada (apenas)

### Dias da semana
1 semana (Sabatu alu, sabiti alu)
Um dia é chamado  'O'du'  em Lubara.
Domingo (Sabatu, sabiti, yinga, yumula)
Segunda-feira (O'du alu)
Terça-feira (O'du iri)
Quarta-feira (O'du na)
Quinta-feira (O'du su)
Sexta-feira (O'di towi)
Sábado (O'du azia)

### Meses
A maneira mais simples de se referir a meses (Mba em lubara) é usar números, por exemplo, janeiro é Mba Alu, fevereiro é Mba Iri, maio é Mba Towi e assim por diante. Mas abaixo está a outra maneira latinizada (e sazonal) de mencioná-las.
Januari (Oco upa dupa sere)
Feburili (Kulini)
Marici (Zengulu)
Aprili (Ayi - estação chuvosa)
Mayi (Mayi)
Juni (Emveki)
Julayi (Irri)
Agoslo (Iripaku)
Sebitemba (Lokopere)
Okitoba (Abibi)
Novemba (Waa)
Desemba (Anyu fi kuma)

### Cores
Eka (red)
Imve (branco)
Imve silili, imve whilili (branco muito puro)
Ini (preto)
Inibiricici, inicici (muito escuro)
Emvesi-enisi (preto e branco)
Foro [cinza]

## Comida
| Lubara         | Português                         |
| -------------- | --------------------------------- |
| Mucele         | (Arroz)                           |
| Funo           | ( mendoins)                       |
| Gbanda         | (Cassava)                         |
| Osu            | (Feijão, Kaiko em dialeto Terego) |
| Buruso, burusu | ( Ervilhas)                       |
| Kaka           | (Milho)                           |
| Ago            | (Abóbora)                         |
| Anyu           | (Simsim)                          |
| Ondu           | (Sorgo)                           |
| Maku           | (Batatas)                         |
| [M]ayu[ni]     | (Inhame)                          |
| Onya           | (Formiga branca)                  |
| Ope            | (Galinha Angola)                  |
| Au             | (Frango)                          |
| Eza            | (Carne)                           |
| Ti eza         | (Carne Bovina)                    |
| E’bi           | (Peixe)                           |
| Kawa           | (Café)                            |
| Majani         | (Chá)                             |
| Idi            | (Mingau)                          |
| Kpete          | (Cerveja)                         |
| Nyanya         | (Tomates)                         |

## Nota
[a] ^ Segundo a etnolinguista Yeda Pessoa de Castro, as labiovelares africanas /gb/ e /kp/ são substituídas no português por /b/ e /p/, respectivamente, por serem sons inexistentes na língua portuguesa. Isso se dá sobretudo por influência de línguas que influenciaram fortemente o português, como o iorubá e o fon.